# Europese kampioenschappen zeilwagenrijden 1966
De Europese kampioenschappen zeilwagenrijden 1966 waren door de Internationale Vereniging voor Zeilwagensport (FISLY) georganiseerde kampioenschappen voor zeilwagenracers. De 4e editie van de Europese kampioenschappen vond plaats in het Britse Lytham St Annes. 

## Uitslagen
| klasse   | Goud            | Zilver          | Brons          |
| -------- | --------------- | --------------- | -------------- |
| Klasse 1 | Christian Nau   | Helmut Spielman | Rüdiger Grassy |
| Klasse 3 | Jan Dick Wevers | Karl Hughes     | Garry Benson   |

1963 ·
1964 ·
1965 ·
1966 ·
1967 ·
1968 ·
1969 ·
1970 ·
1971 ·
1972 ·
1973 ·
1974 ·
1975 ·
1976 ·
1977 ·
1978 ·
1979 ·
1980 ·
1981 ·
1982 ·
1983 ·
1984 ·
1985 ·
1986 ·
1987 ·
1988 ·
1989 ·
1990 ·
1991 ·
1992 ·
1993 ·
1994 ·
1995 ·
1996 ·
1997 ·
1998 ·
1999 ·
2000 ·
2001 ·
2002 ·
2003 ·
2004 ·
2005 ·
2006 ·
2007 ·
2009 ·
2010 ·
2011 ·
2013 ·
2015 ·
2016 ·
2017 ·
2019 ·
2020 ·